# 陈华平 (1957年)
陈华平（1957年6月—）河南开封人，中华人民共和国政府官员。

## 生平
1976年2月至1983年3月，在建筑工程兵309团服役。1983年3月至1987年6月，历任武汉军区工程维护大队副连长、连指导员。1987年6月至1997年2月，历任中国人民解放军第20集团军高炮旅技术员、指导员、教导员、政治部副主任。1997年2月至2002年3月，任中国人民解放军第一五五医院政委。2002年3月至2007年11月，任中国人民解放军第20集团军装甲旅政委。2007年11月至2011年6月，任济南军区确山训练基地政委。
2011年6月起，转业到地方，出任河南省住房和城乡建设厅副厅长、党组成员。